# Serie GeForce 2
La serie GeForce 2 (NV15) es la segunda generación de unidades de procesamiento de gráficos (GPU) GeForce de Nvidia. Introducida en 2000, es la sucesora de la GeForce 256.
La familia GeForce 2 constaba de varios modelos: GeForce 2 GTS, GeForce 2 Pro, GeForce 2 Ultra, GeForce 2 Ti, GeForce 2 Go y la serie GeForce 2 MX. Además, la arquitectura GeForce 2 se utiliza para la serie Quadro en las tarjetas Quadro 2 Pro, 2 MXR y 2 EX con controladores especiales destinados a acelerar las aplicaciones de diseño asistido por computadora.

## Arquitectura

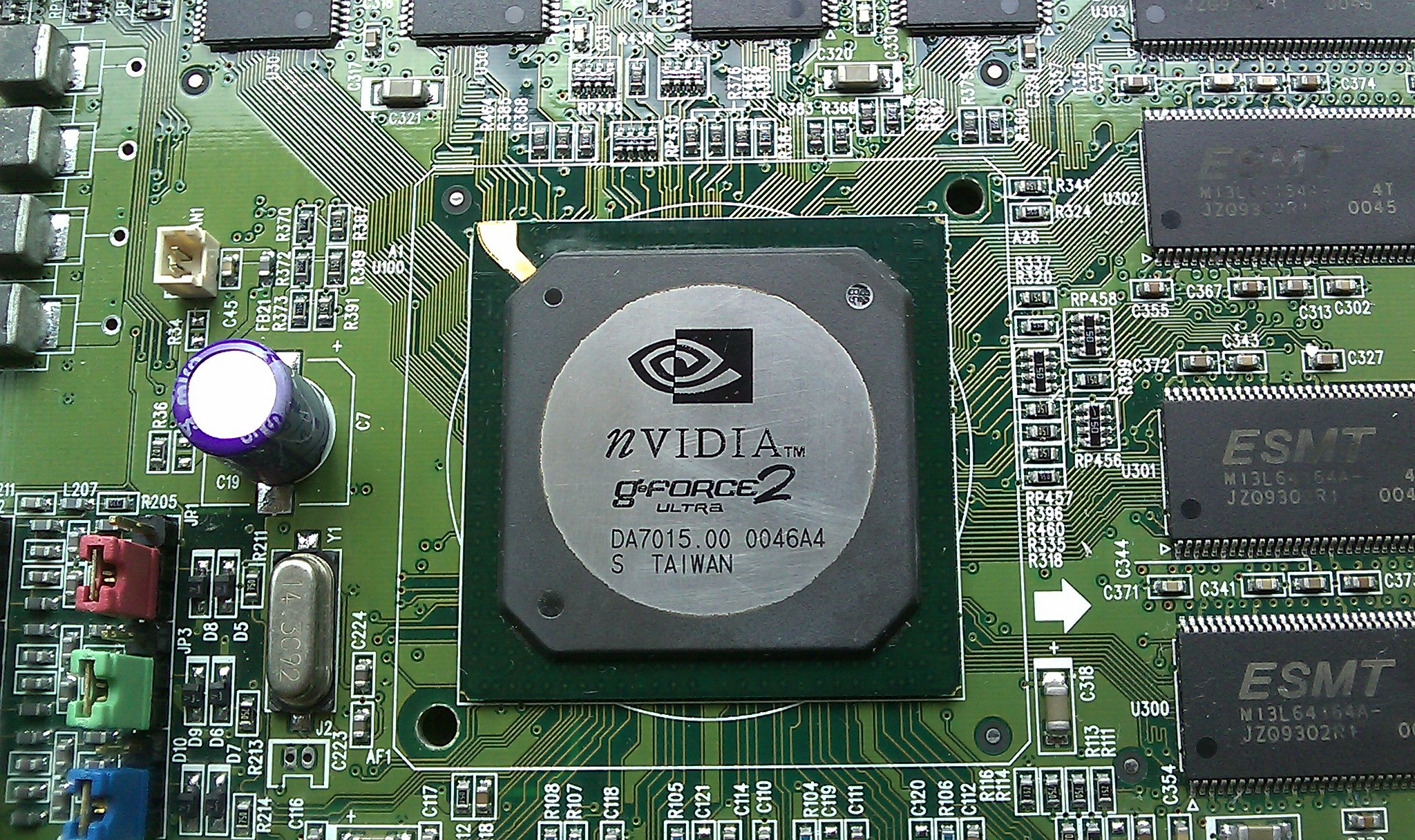
GPU GeForce2 Ultra

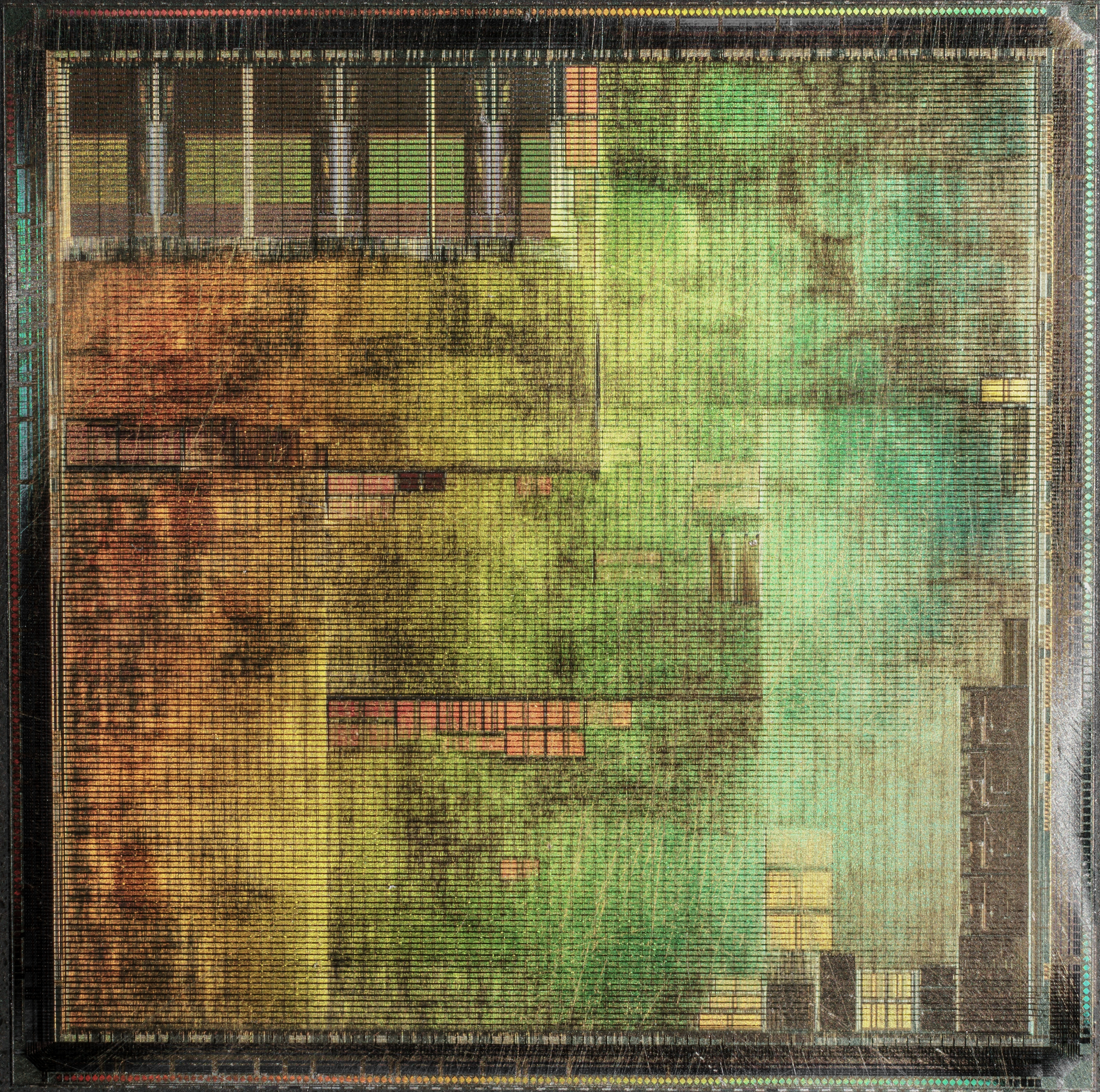
Muere una foto de una GPU Geforce 2

La arquitectura GeForce 2 es similar a la línea GeForce 256 anterior pero con varias mejoras. En comparación con la GeForce 256 de 220 nm, la GeForce 2 se basa en un proceso de fabricación de 180 nm, lo que hace que el silicio sea más denso y permite más transistores y una mayor velocidad de reloj. El cambio más significativo para la aceleración 3D es la adición de una segunda unidad de mapeo de texturas a cada uno de las cuatro tubería de píxeles. Algunos dicen  la segunda TMU estaba allí en la Geforce NSR (NVIDIA Shading Rasterizer) original, pero la textura dual estaba deshabilitada debido a un error de hardware; La capacidad única de NSR para realizar filtrado de texturas trilineal de un solo ciclo respalda esta sugerencia. Esto duplica la tasa de relleno de textura por reloj en comparación con la generación anterior y es el razonamiento detrás del sufijo de nombre de GeForce 2 GTS: GigaTexel Shader (GTS). La GeForce 2 también presenta formalmente el NSR (Nvidia Shading Rasterizer), un tipo primitivo de tubería de píxeles programable que es algo similar a los sombreadores de píxeles posteriores. Esta funcionalidad también está presente en GeForce 256 pero no se publicitó. Otra mejora de hardware es una tubería de procesamiento de video mejorada, llamada HDVP (procesador de video de alta definición). HDVP admite la reproducción de video en movimiento en resoluciones HDTV (MP@HL).
En pruebas 3D y aplicaciones de juegos, la GeForce 2 GTS supera a su predecesora hasta en un 40%. En juegos OpenGL (como Quake III), la tarjeta supera a las tarjetas ATI Radeon DDR y 3dfx Voodoo 5 5500 en los modos de visualización de 16 bpp y 32 bpp. Sin embargo, en los juegos Direct3D que ejecutan 32 bpp, Radeon DDR a veces puede tomar la delantera.
La arquitectura GeForce 2 tiene un ancho de banda de memoria bastante limitado. La GPU desperdicia el ancho de banda de la memoria y la tasa de relleno de píxeles debido al uso no optimizado del búfer z, el dibujo de superficies ocultas y un controlador de RAM relativamente ineficiente. La principal competencia de GeForce 2, la ATI Radeon DDR, tiene funciones de hardware (llamadas HyperZ) que solucionan estos problemas. Debido a la naturaleza ineficiente de las GPU GeForce 2, no pudieron acercarse a su potencial de rendimiento teórico y Radeon, incluso con su arquitectura 3D significativamente menos poderosa, ofreció una fuerte competencia. La revisión NV17 posterior del diseño NV11, utilizada para GeForce 4 MX, fue más eficiente.

### Lanzamientos
Los primeros modelos en llegar después de la GeForce 2 GTS original fueron la GeForce 2 Ultra y la GeForce2 MX, lanzadas el 7 de septiembre de 2000. El 29 de septiembre de 2000, Nvidia comenzó a enviar tarjetas gráficas que tenían 16 y 32 MB de memoria de video.
Con una arquitectura idéntica a la GTS, la Ultra simplemente tiene velocidades de reloj de núcleo y memoria más altas. El modelo Ultra en realidad supera a los primeros productos GeForce 3 en algunos casos, debido a que las tarjetas GeForce 3 iniciales tienen una tasa de llenado significativamente más baja. Sin embargo, Ultra pierde su liderazgo cuando se habilita el suavizado, debido a los nuevos mecanismos de eficiencia de ancho de banda/tasa de relleno de memoria de GeForce 3; Además, la GeForce 3 tiene un conjunto superior de funciones de última generación con sombreadores de píxeles y vértices programables para juegos DirectX 8.0.
La GeForce 2 Pro, presentada poco después de la Ultra, era una alternativa a la costosa Ultra de primera línea y es más rápida que la GTS.
En octubre de 2001, la GeForce 2 Ti se posicionó como una alternativa más económica y menos avanzada que la GeForce 3. Más rápida que la GTS y la Pro, pero más lenta que la Ultra, la GeForce 2 Ti se desempeñó de forma competitiva frente a la Radeon 7500, aunque la 7500 tenía la ventaja de ser compatible con dos pantallas. Esta versión de GeForce 2 de rango medio fue reemplazada por la serie GeForce 4 MX como la opción de rendimiento/presupuesto en enero de 2002.
En su página web de productos de 2001, Nvidia inicialmente colocó Ultra como una oferta separada del resto de la línea GeForce 2 (GTS, Pro, Ti), sin embargo, a fines de 2002, con GeForce 2 considerada una línea de productos descontinuada, se incluyó Ultra. a lo largo de GTS, Pro y Ti en la página de información de GeForce 2.

## GeForce 2 MX

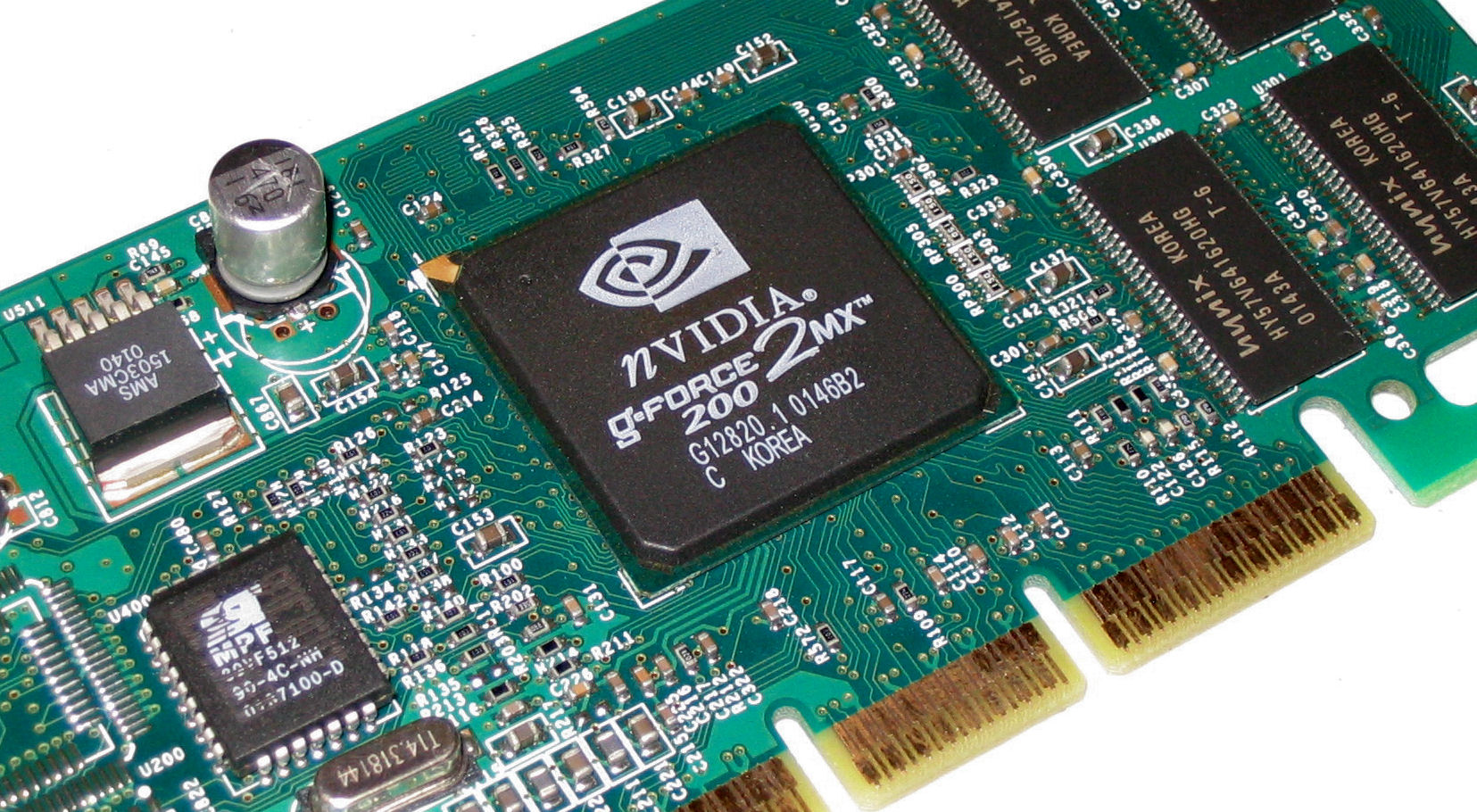
GeForce 2 MX200 AGP

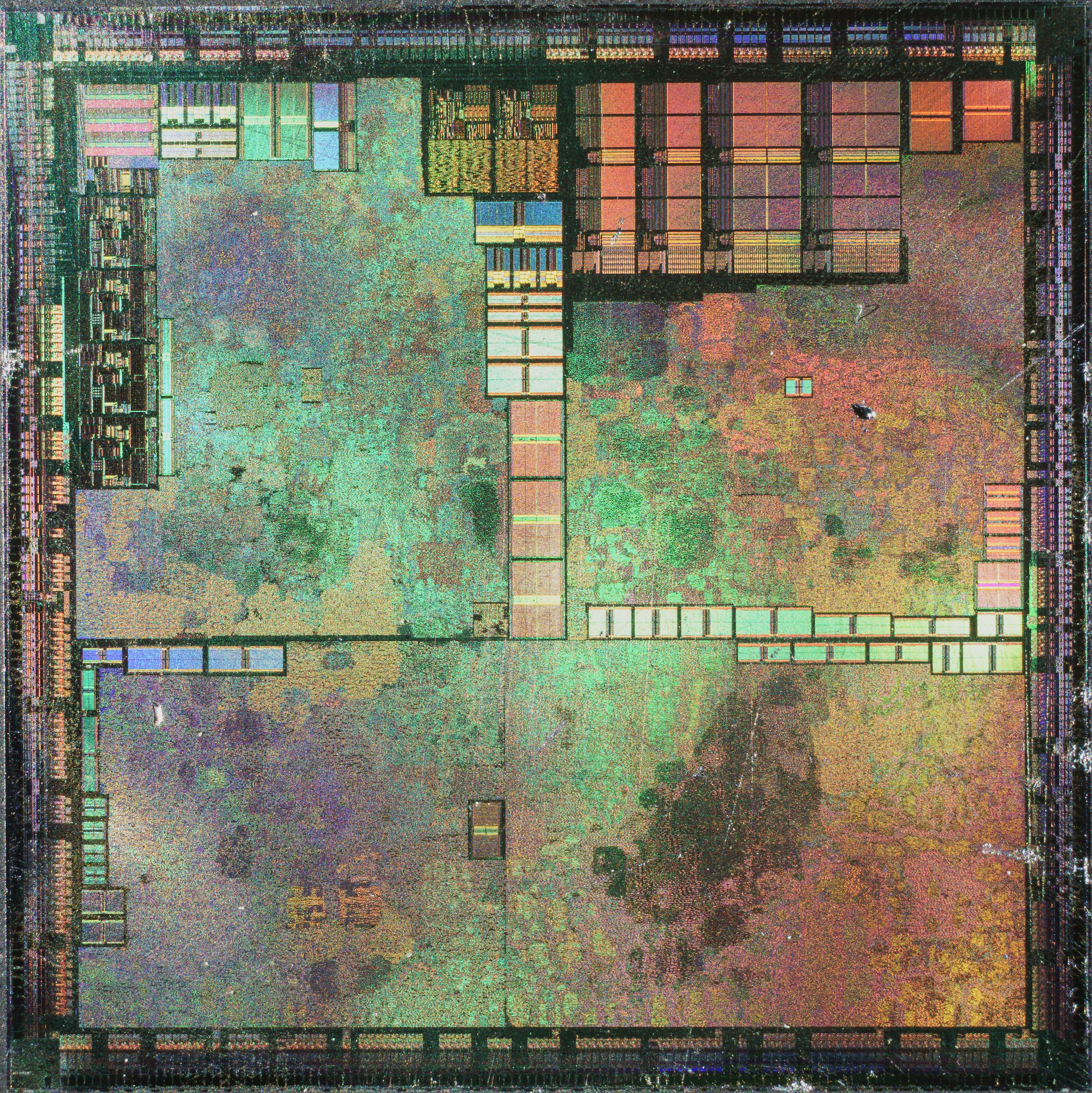
Foto del chip GPU MX400

Dado que la línea GeForce 256 anterior se envió sin una variante económica, la serie RIVA TNT2 se dejó para cumplir el rol de "extremo bajo", aunque con un conjunto de funciones obsoleto comparable. Para crear una mejor opción de gama baja, NVIDIA creó la serie GeForce 2 MX, que ofrecía un conjunto de características estándar, específicas para toda la generación GeForce 2, limitadas solo por el nivel categórico. A las tarjetas GeForce 2 MX se les quitaron dos canalizaciones de píxeles 3D y se redujo el ancho de banda de memoria disponible. Las tarjetas utilizaban SDR SDRAM o DDR SDRAM con anchos de bus de memoria que iban desde 32 bits a 128 bits, lo que permitía variar el costo de la placa de circuito. La serie MX también proporcionó compatibilidad con dos pantallas, algo que no se encuentra en las GeForce 256 y GeForce 2 normales.
Los principales competidores de la serie GeForce 2 MX fueron Radeon VE / 7000 y Radeon SDR de ATI (que con los otros R100 se renombró más tarde como parte de la serie 7200). La Radeon VE tenía la ventaja de contar con un software de visualización de dos monitores algo mejor, pero no ofrecía hardware T&L, una característica emergente de renderizado 3D del momento que era la principal atracción de Direct3D 7. Además, la Radeon VE solo presentaba una única canalización de renderizado, lo que provocó que produjera una tasa de relleno sustancialmente más baja que la GeForce 2 MX. La Radeon SDR, equipada con SDR SDRAM en lugar de DDR SDRAM que se encuentra en los hermanos más caros, se lanzó algún tiempo después y exhibió una representación 3D de 32 bits más rápida que la GeForce 2 MX. Sin embargo, la Radeon SDR carecía de compatibilidad con varios monitores y debutó a un precio considerablemente más alto que la GeForce 2 MX. La Voodoo4 4500 de 3dfx llegó demasiado tarde, además de ser demasiado cara, pero demasiado lenta para competir con la GeForce 2 MX.
Los miembros de la serie incluyen GeForce 2 MX, MX400, MX200 y MX100. La GPU también se usó como un procesador de gráficos integrado en la línea de chipsets nForce y como un chip de gráficos móviles para portátiles llamado GeForce 2 Go.

## Sucesor
La sucesora de la línea GeForce 2 (no MX) es la GeForce 3. Se redujo el precio de la línea GeForce 2 que no es MX y se agregó la GeForce 2 Ti, para ofrecer una alternativa de rango medio al producto GeForce 3 de gama alta.
Posteriormente, toda la línea GeForce 2 fue reemplazada por la GeForce 4 MX.

## Soporte

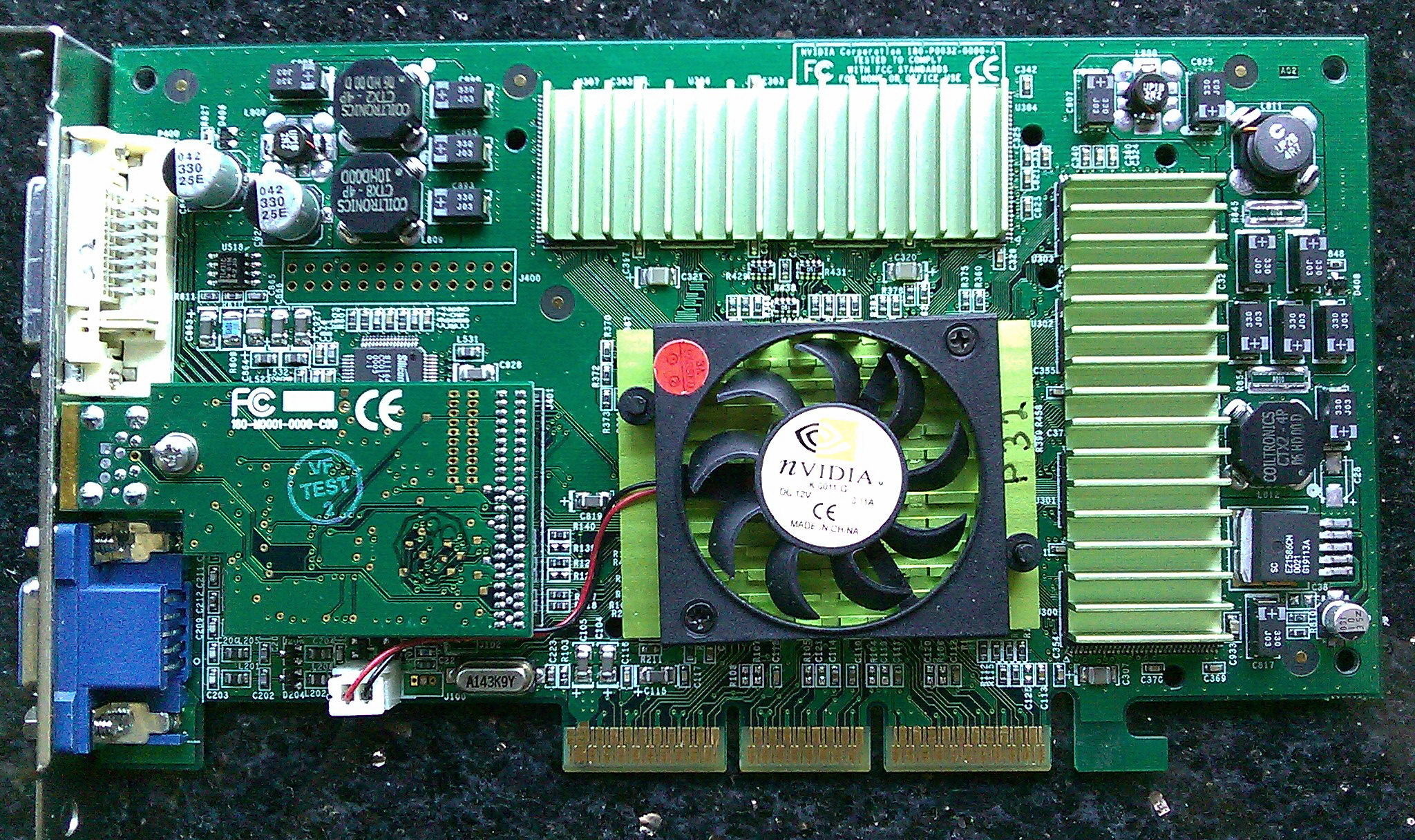
NVIDIA GeForce2 Ultra

Nvidia dejó de admitir controladores para la serie GeForce 2, terminando con los modelos GTS, Pro, Ti y Ultra en 2005 y luego con los modelos MX en 2007.
GeForce 2 GTS, GeForce 2 Pro, GeForce 2 Ti y GeForce 2 Ultra:
- Windows 9x y Windows Me: 71.84 lanzado el 11 de marzo de 2005; Descargar; Lista de soporte de productos Windows 95/98/Me – 71.84.
- Windows 2000 y Windows XP de 32 bits: 71.89 lanzado el 14 de abril de 2005; Descargar; Lista de soporte de productos Windows XP/2000 - 71.84.
- Linux de 32 bits: 71.86.15 lanzado el 17 de agosto de 2011; Descargar

Serie GeForce 2 MX y MX x00:
- Windows 9x y Windows Me: 81.98 lanzado el 21 de diciembre de 2005; Descargar; Lista de soporte de productos Windows 95/98/Me – 81.98.
- Windows 2000, Windows XP de 32 bits y Media Center Edition: 93.71 lanzado el 2 de noviembre de 2006; Descargar (Lista de productos admitidos también en esta página)

Archivo de controladores de Windows 95/98/Me Archivo de controladores de Windows XP/2000
- La versión de controlador 81.98 para Windows 9x/Me fue la última versión de controlador lanzada por Nvidia para estos sistemas. Posteriormente no se realizaron nuevos lanzamientos oficiales para estos sistemas.
- Para Windows 2000, Windows XP de 32 bits y Media Center Edition también está disponible el controlador beta 93.81 lanzado el 28 de noviembre de 2006; ForceWare Release 90 Versión 93.81 - BETA.
- Linux de 32 bits: 96.43.23 lanzado el 14 de septiembre de 2012; Descargar;

## Chips de la competencia
- 3dfx Voodoo 5
- ATI Radeon
- PowerVR Series 3 (Kyro)